# Gaye Gürsel
Gaye Filiz Gürsel (* 1. Januar 1980 in Izmir) ist eine türkische Schauspielerin.

## Leben und Karriere
Gürsel wurde am 1. Januar 1980 in Izmir geboren. Sie studierte an der Universität Istanbul. Danach setzte sie ihr Studium an der Müjdat Gezen Sanat Merkezi fort. Ihr Debüt gab sie 2004 in der Fernsehserie Haziran Gecesi. Danach war sie 2006 in Kaybolan Yıllar zu sehen. Im selben Jahr trat sie in Tutkunum Sana auf. Von 2013 bis 2016 wurde sie für die Serie Tal der Wölfe – Hinterhalt gecastet. Anschließend bekam Gürsel 2014 in dem Film Meleklerin Mucizesi die Hauptrolle. Seit 2020 spielt sie in der Serie Arka Sokaklar mit.

## Filmografie (Auswahl)
Filme
- 2009: Dersimiz: Atatürk
- 2011: Gelecek Uzun Sürer
- 2013: Bu İşte Bir Yalnızlık Var
- 2014: Meleklerin Mucizesi

Serien
- 2004: Haziran Gecesi
- 2006: Kaybolan Yıllar
- 2006: Tutkunum Sana
- 2010: Makber
- 2010: Öğretmen Kemal
- 2013–2016: Tal der Wölfe – Hinterhalt
- seit 2020: Arka Sokaklar